# Камиј Мифа
Камиј Мифа (фр. Camille Muffat; Ница, Француска, 28. октобар 1989 — Риоха, Аргентина, 9. март 2015) била је француска пливачица и олимпијска победница, специјалиста за пливање мешовитим стилом на 200 и 400 метара.
Мифа је била власница француског и европског рекорда на 200 метара мешовито са временом 2:09,37 (2009). Била је део француске пливачке репрезентације на Летњим олимпијским играма 2008. и 2012. У Лондону 2012. постала је олимпијска победница на 400 метара слободно са временом новог олимпијског рекорда од 4:01,45 и олимпијска сребрна на дупло краћој деоници.
Приликом учествовања у ријалити емисији „Избачени“ коју је снимала француска ТВ кућа ТФ1 на северу Аргентине, хеликоптер у којем се налазила Мифа се сударио са другим хеликоптером, а погинуло је свих 10 путника и чланова посаде у оба хеликоптера. Поред Мифа страдали су и француски боксер Алексис Вастен и једриличарка Флоренс Арто.